# Generaal Bianco
Generaal Bianco, född 31 maj 2013 i Nederländerna, är en nederländsk varmblodig travhäst. Han tränas och körs av Peter Untersteiner.
Generaal Bianco inledde karriären 2016 i Nederländerna. I juni 2017 importerades han till Sverige och placerades i Untersteiners träning.
Han har till september 2019 sprungit in 3,3 miljoner kronor på 47 starter varav 14 segrar, 9 andraplatser och 6 tredjeplatser. Han har tagit karriärens hittills största segrar i Bronsdivisionens final (sept 2017), Silverdivisionens final (april 2018), Europamatchen (2018) och Takter-Trofén (2019). Han har även kommit på andraplats i Grosser Preis von Deutschland (2017) samt på tredjeplats i Copenhagen Cup (2019).